# Okres Briceni
Briceni je okres v severozápadním cípu Moldavska. Žije zde okolo 78 000 obyvatel a jeho sídlem je město Briceni. Na severu sousedí s Ukrajinou, na západě s Rumunskem, na jihu s moldavským okresem Edineț a na východě s okresem Ocnița.